# Sünçe
 (mars 2022).
Sünçe est une ville située 114 kilomètres d'Achgabat et 464 kilomètres de Türkmenbaşy dans l'etrap (district) de Baherden, province d'Ahal, Turkménistan. L'autoroute M37 traverse la ville.